# Euro Steel Danmark
Euro Steel Danmark A/S er en dansk stålvirksomhed og holdingselskab for selskaberne AH Industries A/S og SM Industries A/S. Virksomheden er ejet af Michael Kristoffer Larsen og Morten Kristoffer Larsen. De har hovedkvarter i Hedensted.
Euro Steel Danmark har ca. 500 ansatte og omsætter for 1,133 mia. danske kroner.

## AH Industries
AH Industries er beliggende i Ribe og Horsens med i alt ca. 130 medarbejdere. De fremstiller forskellige metalvarer som gear og brandhaner. De fremstiller også metalvarer til vindmølleindustri.

## SM Industries
SM Industries er lokaliseret i Hjordkær syd for Rødekro, med ca. 370 ansatte. De producerer forskellige metalvarer til vindmølleindustri, hvilket inkluderer mølletårne og naceller.